# Chorizo

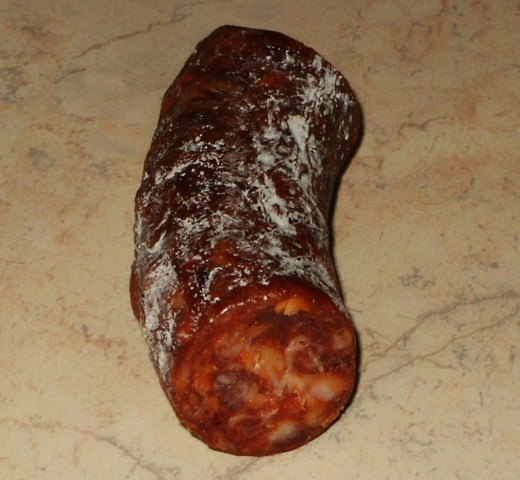
Tradycyjne chorizo

Chorizo – rodzaj tradycyjnej kiełbasy hiszpańskiej wytwarzanej z wieprzowiny przyprawianej wędzoną papryką. Produkt wyróżniający się w gastronomii hiszpańskiej dzięki silnemu i charakterystycznemu zapachowi.

## Charakterystyka
Chorizo to zbiorcza nazwa kategorii hiszpańskich kiełbas, których wspólną cechą jest wykorzystanie słodkiej, wędzonej papryki pimienton jako przyprawy głównej. Poszczególne odmiany chorizo różnią się stopniem zmielenia, wielkością (średnicą), pikantnością oraz mięsem użytej rasy świń, a także sposobem przygotowania i spożycia. Wyróżnia się między innymi:
- chorizo sarta – chorizo surowe, dojrzewające, o średnicy około 3-5 cm. Spożywane jako wędlin na surowo, a także jako ważny składnik potraw ciepłych nadający im wyrazisty, lekko paprykowy smak i zapach.
- chorizo fresco – chorizo surowe, nienadające się do spożycia bez obróbki termicznej. Najbardziej aromatyczne ze wszystkich rodzajów, po podgrzaniu i dodaniu do potraw nadaje im niepowtarzalny aromat. Niezbędny składnik tradycyjnych hiszpańskich potraw jednogarnkowych (takich jak cocido madrileño czy fabada asturiana). Występuje w wersji dulce (łagodna) i picante (ostra).
- chorizo iberico – chorizo suszone, przygotowywane wyłącznie z wieprzowiny pozyskanej z iberyjskiej rasy świń. Konsumowane najczęściej bez dodatków lub jako składnik tapas. Najbardziej luksusowy i pożądany produkt z kategorii chorizo.
- chorizo vela – bardzo popularny i przystępny cenowo rodzaj chorizo. Kiełbasa grubo mielona, dość szeroka w przekroju (ok. 10 cm średnicy), w sztucznej osłonie, spożywana jako wędlina codzienna.
- chorizo cular – produkowana wyłącznie z szynki świń iberyjskich (cerdo ibérico). Wytwarzana w rejonie Salamanki.

W USA bardziej znane są odmiany latynoamerykańskie, takie jak argentyńska, karaibska czy meksykańska, dzięki znaczącemu eksportowi do tego kraju. Istnieje również portugalska odmiana chorizo, zwana chouriço. W Meksyku chorizo używane jest powszechnie do sporządzania potrawy serwowanej na śniadanie – chorizo con huevos (hiszp. chorizo z jajkami), czyli odmiany jajecznicy z kiełbasą.
W hiszpańskim slangu chorizo oznacza złodzieja.